# Igreja do Espírito Santo (Ribeira Grande)

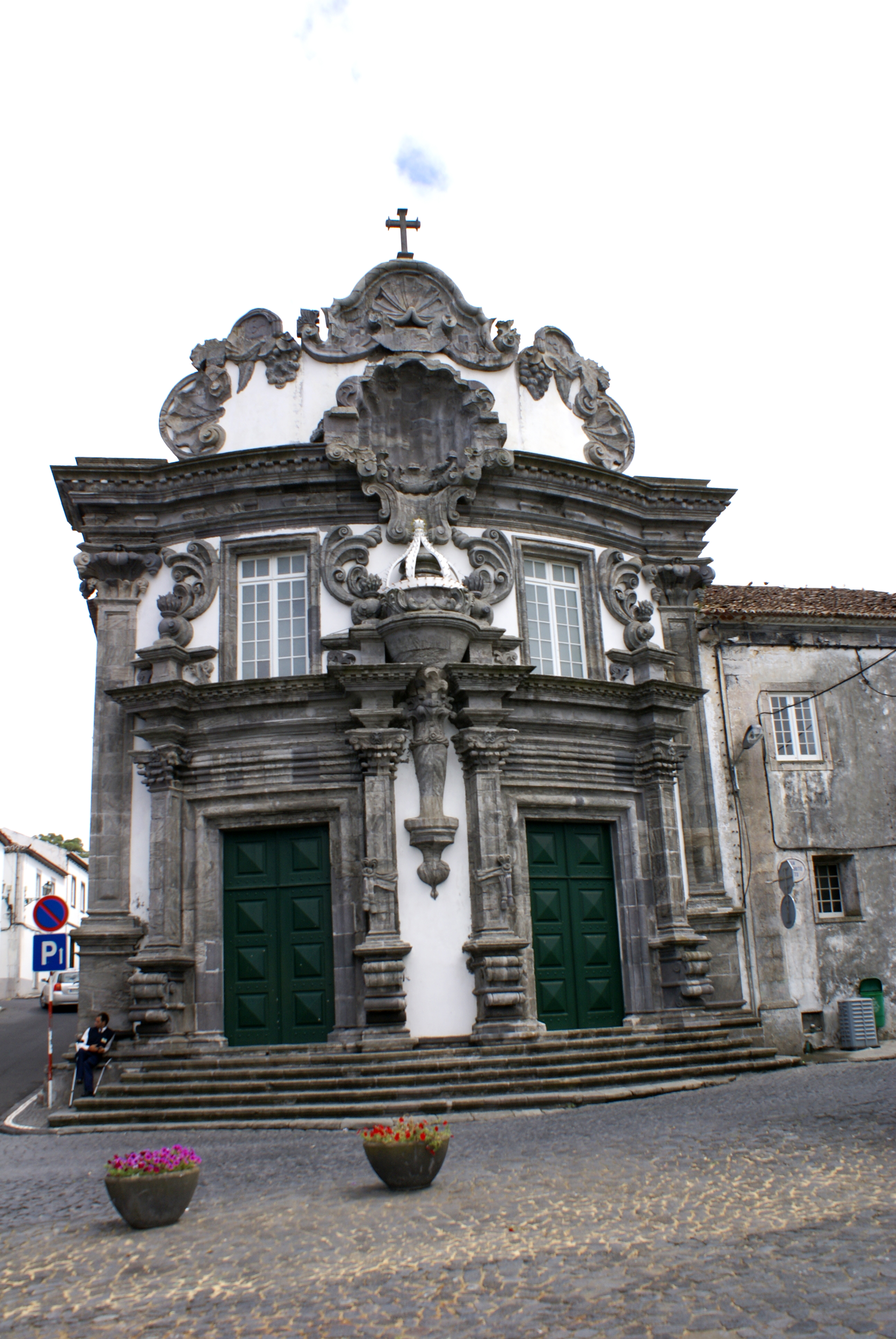
Ermida do Espírito Santo, Ribeira Grande.

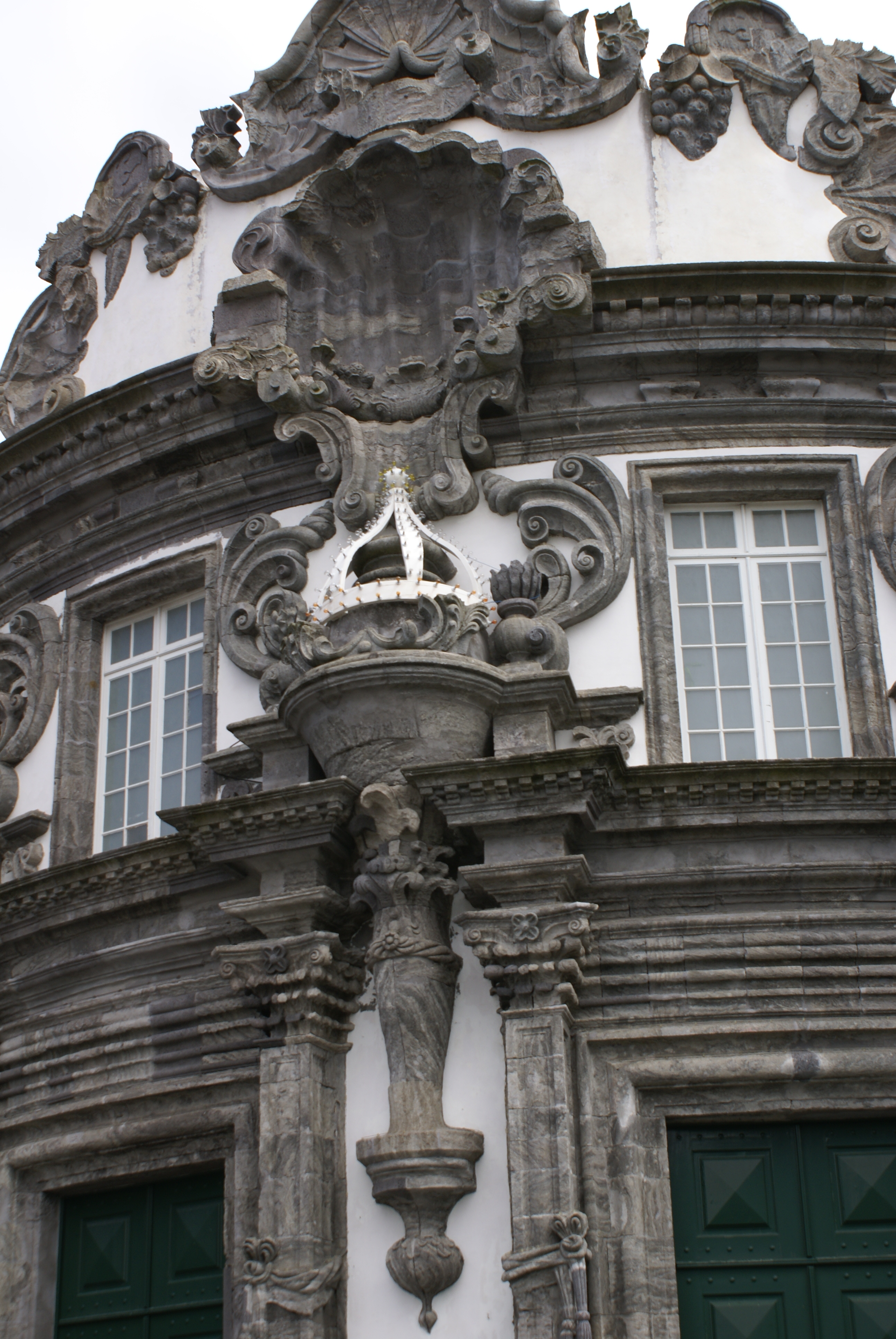
Ermida do Espírito Santo: pormenor.

A Igreja do Espírito Santo localiza-se no bairro de Passos, na cidade e concelho da Ribeira Grande, na ilha de São Miguel, nos Açores.

## História
Segundo se depreende de uma escritura de doação feita por Nuno Vaz e sua esposa Maria Gonçalves, acredita-se foi em 1522 que se levantou a Casa do Espírito Santo junto da qual se instalaria depois o Hospital da Santa Casa da Misericórdia da Ribeira Grande. Diziam então os instituidores que faziam doação "para todo o sempre, de uma casa telhada que eles tem, para que sempre renda e seja sua para as obras da Capela do Espírito Santo que ora se fez nesta ilha".
Em 1591, Gaspar Frutuoso registava que a Casa do Espírito Santo estava junto à praça, no cume de um grande adro que descia quase até ao nível do mar.
A Misericórdia foi fundada em 1592, com base nessa capela junto à praça, por iniciativa da Câmara Municipal e do povo, instituição que seria confirmada pelo bispo de Angra e por Alvará Régio em fevereiro de 1593. O Hospital da Santa Casa ocuparia a casa anexa, onde atualmente se encontra a Repartição das Finanças, até ao ano de 1834, época em que o Convento de São Francisco daquela vila ficou vago com a extinção das ordens religiosas masculinas no país.
Em meados do século XVII o primitivo templo foi objeto de reconstrução, de que resultou a atual Igreja da Misericórdia (ou Igreja dos Passos, como também é conhecida), a qual ainda hoje se encontra de pé como um belo exmeplo da arquitectura regional dessa época, principalmente no que toca à sua fachada, muito valorizada por obra de cantaria executada por canteiros do próprio concelho. O padre António Cordeiro cita esta igreja como estando sob a invocação de Santa Maria.